# Cabomba furcata
Cabomba furcata Schult. & Schult.f. è una pianta acquatica della famiglia Cabombaceae,  originaria del continente americano.

## Descrizione
Ha foglie aghiformi verde chiaro, finemente divise e disposte a ventagli. Se ne conoscono alcune varietà di colorazione tendente al rosso.

## Acquariofilia
C. furcata è conosciuta dagli acquariofili per le sue proprietà ossigenatrici, come luogo ideale per la deposizione delle uova e per la facilità con cui può essere riprodotta per talea.